# كوشكندر
كوشكندر (بالفارسية: کوشکندر) هي قرية تقع في قسم بام الريفي (مقاطعة إسفراين) في إيران. يقدر عدد سكانها بـ 138 نسمة بحسب إحصاء 2016.